# Cordón de Chacabuco
El cordón de Chacabuco es una pequeña cadena montañosa que corre de este a oeste entre la Cordillera de los Andes y la Cordillera de la Costa, en la Zona Central de Chile.

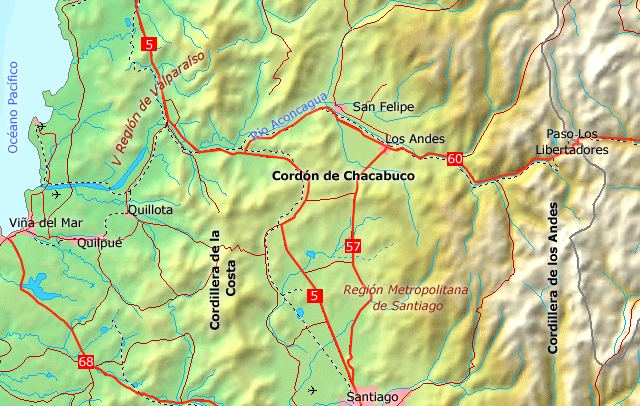

El cordón cruza la llamada Depresión Intermedia, separando el valle del Aconcagua del valle del Maipo y marca el límite norte entre la Región de Valparaíso y la Región Metropolitana de Santiago. La cuesta da nombre además a la provincia de Chacabuco, una de las divisiones de la Región Metropolitana.
El cordón es atravesado por el túnel homónimo que es parte de la Autopista Los Libertadores que une las Ciudades de San Felipe y Los Andes con la capital, Santiago de Chile. La ruta original, a través de la Cuesta Chacabuco, permite el paso por el cordón sin utilizar el túnel ni pagar su peaje.
La cuesta ha sido parte importante de la historia de Chile, al ser la entrada norte a Santiago. En los terrenos de la antigua hacienda del mismo nombre, se llevó a cabo la batalla de Chacabuco, una de las más trascendentes de la independencia de Chile. Además, diversos sitios arqueológicos de la zona han sido declarados monumentos nacionales.
Su vegetación es del tipo esclerófilo con arbustos de mediana altura, espinos y algunas hierbas. La zona presenta tierras aptas para la agricultura, la que se ha realizado desde previo a la llegada de los colonizadores hispanos.